# تعقیب سرد
تعقیب سرد (انگلیسی: Cold Pursuit) یک فیلم در ژانر دلهره‌آور و اکشن است که در فوریه ۲۰۱۹ منتشر شد.
این فیلم براساس یک فیلم نروژی موفق به نام به ترتیب خروج از صحنه محصول سال ۲۰۱۴ ساخته شده‌است که آن هم توسط کارگردان همین فیلم، کارگردانی شده بود.

## بازیگران
- لیام نیسون
- لورا درن
- امی رسوم
- ویلیام فورسایت
- جولیا جونز
- دومنیک لامباردوتزی
- رائول تروهی‌یو
- جان دومن
- ناتانئیل آرکند